# 大手門

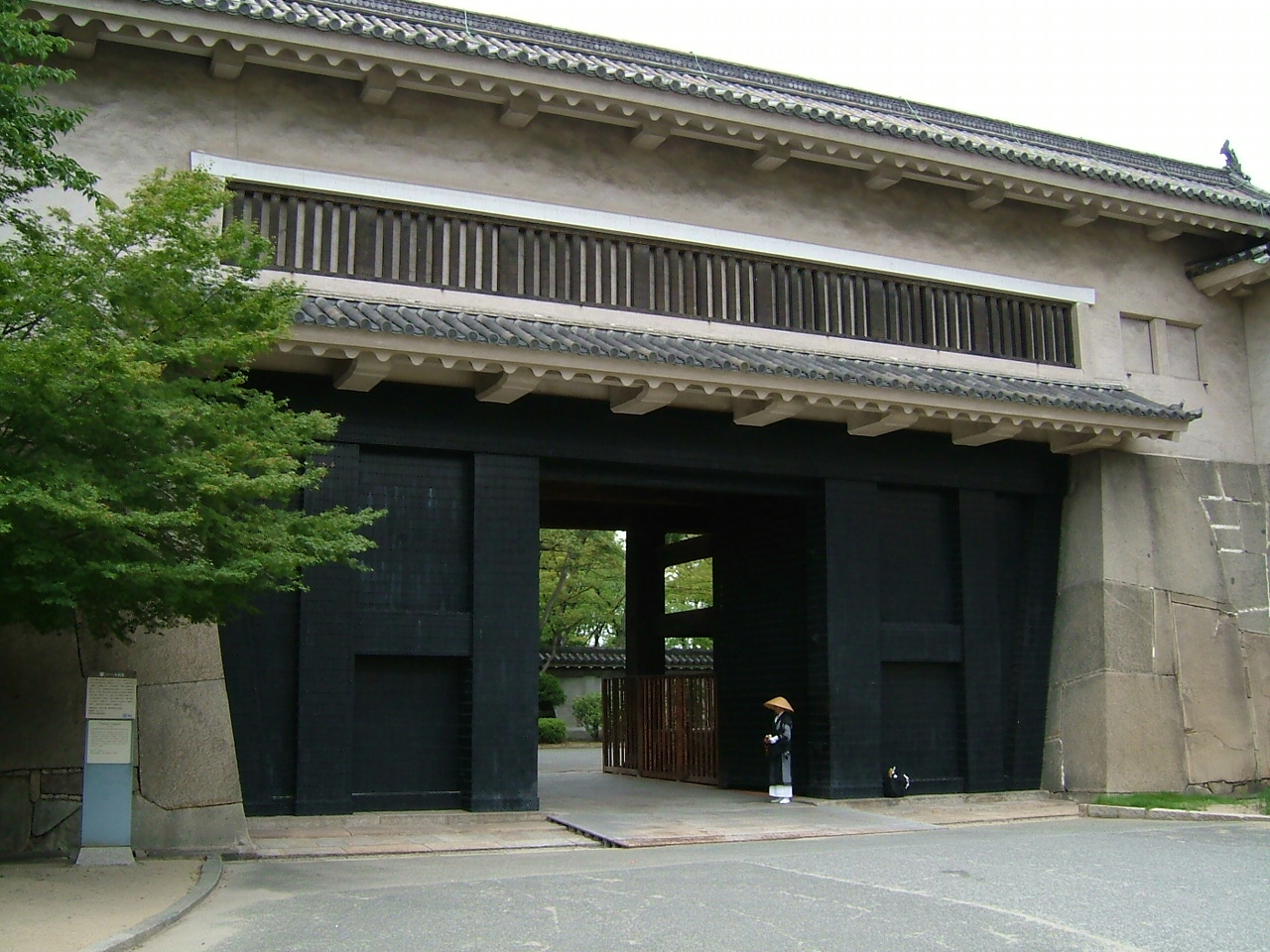
大手門（大阪城）

大手門是日本城郭中設在通往內部的二之丸或是三之丸等處曲輪（指城郭的範圍）的虎口部分的門。相當於正門。在高知城等又叫追手門（おうてもん）。
這種門大多基於防禦因素而慎重建造，且多為開有大型櫓門的石壘等形式，並更進一步做成枡形的布局。其外觀也相當大，作成顯目的樣子。此外，橋多為土橋的形式。
與此相對，位在城背面的門叫做搦手門（からめてもん）。

## 主要城堡的大手門
- 弘前城 - 了解其古代形式。
- 仙台城 - 二之丸（今 東北大學川内南校區）到仙台空襲為止前還存在。
- 大阪城 - 連同圍繞大手門的多聞櫓、千貫櫓、塀三棟在內一起被指定為重要文化財。
- 二條城 - 因將軍上洛時過宿等原因所建的城郭，被指定為國家重要文化財。
- 江戶城 - 位於東京都大手町，目前作為皇居東御苑的出入口之一。